# Amics per sempre
|  | Per a altres significats, vegeu «Amics per sempre (pel·lícula)». |

Amics per sempre (també coneguda com a Amigos para siempre (Friends for Life)) és un tema interpretat pel tenor català Josep Carreras i la soprano anglesa Sarah Brightman escrit per als Jocs Olímpics de 1992 a Barcelona. La música és d'Andrew Lloyd Webber i la lletra de Don Black, en anglès excepte la tornada que es repeteix en anglès, castellà i català.
Aquest tema va ser interpretat durant les cerimònies d'inauguració i de clausura del Jocs i va aparèixer en single coincidint amb aquest esdeveniment.

## Història
Mig any abans de la proclamació de Barcelona com a seu olímpica, el batlle Pasqual Maragall va encomanar a la cantant d'òpera catalana Montserrat Caballé el disseny i la interpretació de l'himne dels Jocs Olímpics. Malgrat que Caballé i el cantant de rock d'origen parsi de Queen Freddie Mercury van compondre el tema Barcelona, aquesta opció va haver de ser replantejada per la malaltia de Mercury, que va morir prèviament a la celebració de l'esdeveniment olímpic. En el seu lloc, l'himne oficial va esdevenir Amics per sempre, que es va interpretar en les cerimònies d'obertura i de clausura de l'acte.
La primera versió va estar escrita per Angelo Badalamenti i David Lynch, però el COOB'92 va considerar que era massa trista, i llavors els organitzadors van viatjar fins a Londres per contactar amb Andrew Lloyd Webber on, juntament amb Pepo Sol i Bassal, va compondre la versió final d'Amics per sempre.

### Inclusió com a lema olímpic
Si bé inicialment el lema dels Jocs Olímpics era Barcelona '92, objectiu de tots, la popularitat de la cançó va deixar pas a la frase Amics per sempre. La consigna estava editada amb la tipografia "Times Demi Bold" i tenia com a suport textual la mascota Cobi amb la vestimenta de benvinguda entre els termes Amics i per sempre (aquests dos últims mots amb un traç vermell de pinzell).

## Interpretacions
A Catalunya, el grup Los Manolos va versionar el tema amb arranjaments de rumba i amb lletra en català i castellà —excepte la tornada— un cop havien finalitzat els Jocs, que va assolir la tercera posició a les llistes espanyoles. Més tard, Marujita en va fer una versió electropop l'any 2010 que va es va popularitzar per la seva aparició en un anunci televisiu de Seat.
En el panorama internacional, Effie & Norman Gunston van interpretar-ne una versió que va arribar al lloc 20è a Austràlia, mentre que en un concert a Pequín (Xina) se'n va interpretar una versió en xinès amb la meitat de la lletra en mandarí i l'altra meitat en anglès (永远的朋友 en mandarí). Al país xinès, la cançó també va sonar als Special Olympics de Xangai, interpretada per Josep Carreras i la soprano xinesa Liu Lian.